# Pericrocotus roseus
El minivet rosado (Pericrocotus roseus) es una especie de ave paseriforme de la familia Campephagidae que vive en el sur de Asia.

## Descripción
Son pájaros esbeltos y de larga cola, con una longitud total de entre 18 y 19,5 cm. El plumaje de sus partes superiores es principalmente gris, con el rostro y garganta blanquecinos y una fina lista negruzca atravesando los ojos. En el resto del plumaje presentan un marcado dimorfismo sexual. Los machos tienen el obispillo, los laterales de la cola y una amplia franja en las alas de color rojo, mientras que las hembras los tienen amarillos. Las partes inferiores de los machos son de tonos rosados o rojizos mientras que las de las hembras son de color amarillo claro.
Los machos de la subespecie P. r. standfordi tienen los tonos rosados y rojizos de todo el cuerpo más claros, aunque presentan además rosado en la parte frontal del píleo.

## Distribution y hábitat
Se encuentra en el subcontinente indio y el sudeste asiático. El minivet rosado cría en las laderas del Himalaya, sus estribaciones orientales y el sur de China. Aunque la mayoría de las poblaciones de los alrededores del Himalaya y sus estribaciones son sedentarias, otras poblaciones se desplazan en invierno hacia el sur, desde el interior de la India hasta la península malaya e Indochina.
Habita principalmente en los bosques caducifolios hasta los 1525 m de altitud.